# 滨河佩拉约斯
滨河佩拉约斯（西班牙語：Pelayos del Arroyo）是西班牙卡斯蒂利亚-莱昂塞哥維亞省的一个市镇。 总面积12平方公里，总人口41人（2001年），人口密度3人/平方公里。